# Spliethoff E-Typ
Der Spliethoff E-Typ ist eine Klasse von Mehrzweckschiffen der Amsterdamer Reederei Spliethoff.

## Einzelheiten
Die Schiffe sind als Mehrzweck-Trockenfrachtschiffe mit weit achtern angeordnetem Deckshaus, einem langen mittleren und einem kürzeren vorderen Laderaum ausgelegt. In der Hauptsache werden sie im Transport von Massengütern, Massenstückgütern, kleineren Projektladungen oder Containern eingesetzt. Die Containerkapazität beträgt 720 TEU. Die Schiffe sind mit drei an Steuerbord angebrachten elektrohydraulischen Schiffskränen mit jeweils 60 Tonnen Hubvermögen ausgerüstet, die im gekoppelten Betrieb Kolli von bis zu 120 Tonnen bewegen können. Die Laderäume der Schiffe werden mit hydraulischen Klapplukendeckeln verschlossen. In den Laderäumen können Zwischendecks mit Pontonlukendeckeln errichtet werden.
Der Antrieb der Schiffe besteht aus einem Wärtsilä 6R46 Viertakt-Dieselmotor mit einer Leistung von 7380 kW, der eine Geschwindigkeit von etwa 14,5 Knoten ermöglicht. Weiterhin stehen Hilfsdiesel zur Verfügung. Die An- und Ablegemanöver werden durch ein Bugstrahlruder unterstützt.

## Die Schiffe
| Spliethoff E-Typ  | Spliethoff E-Typ                                 | Spliethoff E-Typ | Spliethoff E-Typ  | Spliethoff E-Typ                  | Spliethoff E-Typ |
| Bauname           | Bauwerft/Baunummer                               | IMO-Nummer       | Ablieferung       | Umbenennungen und Verbleib        |                  |
| ----------------- | ------------------------------------------------ | ---------------- | ----------------- | --------------------------------- | ---------------- |
| Egelantiersgracht | Van der Giessen-de Noord, Krimpen a/d Ijssel/964 | 9081318          | 1. September 1994 | 2019 Sinaa, so in Fahrt           |                  |
| Egmondgracht      | De Merwede, Hardinxveld/665                      | 9081320          | 14. Oktober 1994  | 2019 Aujaq, so in Fahrt           |                  |
| Erasmusgracht     | Ulstein, Ulsteinvik/243                          | 9081368          | Oktober 1994      | 2021 Terskiy Bereg, so in Fahrt   |                  |
| Edamgracht        | Ulstein, Ulsteinvik/244                          | 9081370          | 4. Januar 1995    | 2021 Mikhail Britnev, so in Fahrt |                  |
| Eemsgracht        | Frisian Welgelegen, Harlingen/502                | 9081291          | 2. Februar 1995   | 2020 Teriberka, so in Fahrt       |                  |
| Elandsgracht      | De Merwede, Hardinxveld/666                      | 9081332          | 3. Februar 1995   | 2021 Turukhan, so in Fahrt        |                  |
| Eurogracht        | Ulstein, Ulsteinvik/245                          | 9086253          | 30. März 1995     | 2021 Taibola, so in Fahrt         |                  |
| Daten: Equasis    |                                                  |                  |                   |                                   |                  |